# Supercoppa Primavera 2 2022
La Supercoppa Primavera 2 2022 è stata la 4ª edizione del trofeo, che ha visto sfidarsi in finale a gara unica l’ Udinese e il Cesena, squadre rispettivamente vincitrici dei gironi A e B del Campionato Primavera 2 2021-2022. Il Cesena ha conquistato il trofeo per la prima volta nella sua storia, venendo proclamata squadra vincitrice del Campionato Primavera 2 2021-2022.

## Tabellino
| Arbitro: | Kumara (Verona) |

|            |           |                                           |
| Ianesi 39’ | Marcatori | 26’, 66’ C. Shpendi 16’, 90+3’ S. Shpendi |

| Udinese | Cesena |